# Gare de Berlin Eichborndamm
 (décembre 2019).
Si vous disposez d'ouvrages ou d'articles de référence ou si vous connaissez des sites web de qualité traitant du thème abordé ici, merci de compléter l'article en donnant les références utiles à sa vérifiabilité et en les liant à la section « Notes et références ».
La gare de Berlin Eichborndamm est une gare ferroviaire allemande de la ligne de Berlin-Schönholz à Kremmen. Elle est située dans le quartier de Reinickendorf  à Berlin.

## Situation ferroviaire
La gare de Berlin Eichborndamm est située sur la ligne de Berlin-Schönholz à Kremmen.
Au niveau de la gare, une voie de raccordement part de la ligne de Kremmen au nord de la zone industrielle de Borsigwalde, qui s'étend du parc de fret d'Alt-Reinickendorf à ce point parallèle à la voie de la S-Bahn.

## Histoire
Lors de la construction de la ligne de Berlin-Schönholz à Kremmen, aucune gare n'est prévue à ce point. On refuse une demande des habitants, car la halte de Dalldorf (aujourd'hui : Karl-Bonhoeffer-Nervenklinik (de)) de la ligne de Berlin à Stralsund n'était qu'à 800 mètres.
On parvient à collecter au moins une grande partie de l'argent nécessaire et, le 1er octobre 1894, un an après l'ouverture de la voie, une halte supplémentaire, baptisée Eichbornstraße, est mise en service. Il s'agit initialement d'une gare latérale sur la voie unique et au sol. À partir de 1900, la voie ferrée devient une double voie et posée sur une chaussée. En 1905, la gare actuelle ouvre.
À partir du 16 mars 1927, les premiers trains de banlieue électriques viennent à la gare d'Eichbornstraße. Le 1er décembre 1930, elle est reliée au réseau de la S-Bahn.
Fin avril 1945, la Reichsbahn met fin à ses activités. Ce n'est qu'à partir du 19 juillet que les premiers trains reprennent. La voie sud est démantelée en 1946 à titre de réparation. Après la construction du mur de Berlin, les trains de la S-Bahn ne desservent ni Velten (de) ni Hennigsdorf (de), le terminus est à Heiligensee.
Dans les années 1974-1975, le pont nord sur l'Eichborndamm est renouvelé. De nouveaux ponts sont également construits au cours du prolongement de l'Antonienstraße. Pendant la construction, la voie 1 de la plate-forme sud est temporairement mise en service, puis le trafic est ramené sur la voie 2 de la plate-forme nord. La ligne de Berlin-Schönholz à Kremmen est opérationnelle après la grève de la Reichsbahn en 1980. Avec le rachat de la S-Bahn de Berlin-Ouest par le Verkehrsbetriebe de Berlin le 9 janvier 1984, le déclassement de la S-Bahn concerne cette section.
La gare est renommée le 29 mai 1994 Eichborndamm, 57 ans seulement après le changement de nom de la rue éponyme. La réouverture a lieu le 28 mai 1995, avant la rénovation de la superstructure du pont nord sur l'Eichborndamm et la rénovation de l'accès des escaliers et du toit de la plate-forme. À ce jour, les S-Bahn ne conservent que l'extrémité nord de la plate-forme. Une reconstruction de la voie sud est prévue à moyen terme dans le cadre de la restauration de la voie double de la ligne de Berlin-Schönholz à Kremmen.
En 2014, un ascenseur est construit pour permettre un accès sans obstacle à la plate-forme. À moyen terme, il est prévu de réhabiliter l'intégralité de la liaison entre les gares de Schönholz et de Tegel et d'élargir la double voie afin d'introduire, entre autres, un cycle de 10 minutes jusqu'à Tegel. Au cours de cette opération, la gare d'Eichborndamm devrait à nouveau recevoir deux voies.
Le département des transports du Sénat de Berlin envisage de créer un deuxième accès à la gare. À l'origine, c'est prévu jusqu'à la fin de 2017. La planification, y compris le processus d'approbation de la planification, commence au deuxième semestre 2018. Les plans tiennent compte de la possibilité de remettre en service la gare de la S-Bahn sur deux voies et de créer une liaison ferroviaire régionale entre la voie de la S-Bahn existante et la voie ferrée industrielle. Le deuxième accès sera construit en 2020 et sera opérationnel d'ici la fin de 2020.

## Service des voyageurs

### Accueil
L'accès se fait depuis Eichborndamm à travers la culée. La gare comprend une plate-forme centrale, où seule la limite nord de la plate-forme est desservie. Elle ne dispose pas de bâtiment d'accueil indépendant, les installations nécessaires au traitement des passagers sont logées dans le bâtiment d'accès. Celui-ci est construit dans le talus de la voie ferrée sous la forme d'une chambre forte croisée à trois pieux avec un puits de lumière rond au centre de la culasse. 

### Intermodalité
Dans les environs immédiats d'Eichborndamm et d'Antonienstraße, on trouve un arrêt de bus, un parking pour vélos et un parc relais. La gare est proche des lignes d'omnibus 221 et 322 de la Berliner Verkehrsbetriebe.